# إيفان إس. تايلر
إيفان إس. تايلر (بالإنجليزية: Evan S. Tyler)‏ هو سياسي أمريكي، ولد في 1843 في الولايات المتحدة، وتوفي في 1923 في فارغو في الولايات المتحدة. انتخب عضو مجلس نواب داكوتا الشمالية وانتخب List of mayors of Fargo, North Dakota ‏.